# Clarence Mulford
Clarence E. Mulford, né le 3 février 1883 à Streator dans l'Illinois et mort le 10 mai 1956 à Portland dans le Maine, est un écrivain américain. Il est le créateur de Hopalong Cassidy, apparu dans vingt-huit romans dont le premier en 1904. Il écrivait à Fryeburg dans le Maine. Ses écrits ont été adaptés à de nombreuses reprises à la radio, au cinéma, à la télévision et en comic-book.

### Série Hopalong Cassidy
1. Bar-20 (1906)
2. The Orphan (1908)
3. The Coming of Cassidy (1908)

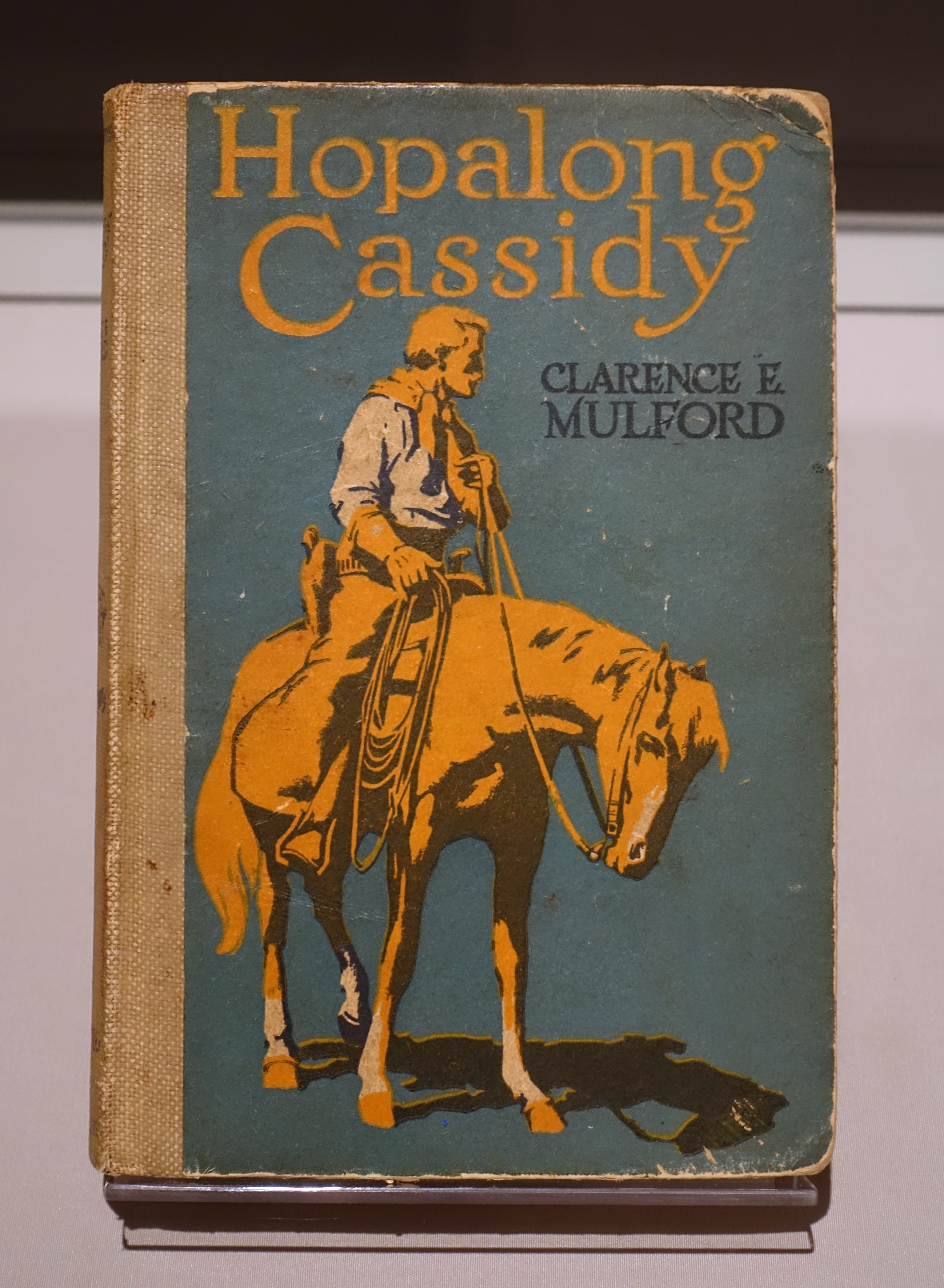
Édition de 1910 de Hopalong Cassidy.

4. Hopalong Cassidy (1910) Traduit en français sous le titre :  Hopalong Cassidy / illustrations de Cattaneo. Paris : O.D.E.J., coll. "Junior" n° 4, 1959, 253 p.
5. Bar-20 Days (1911)
6. Buck Peters, Ranchman (1912)
7. The Man from Bar-20 (1918)
8. Johnny Nelson (1920)
9. The Bar-20 Three (1921)
10. Tex (1922)
11. Bring Me His Ears (1922)
12. Black Buttes (1923)
13. Rustlers' Valley (1924)
14. Hopalong Cassidy Returns (1924) Traduit en français sous le titre :  Hopalong Cassidy trouve un double / par Sébastien Japrisot sous le pseudonyme de Robert Huart (Robert Laffont, coll. "Arizona" n° 3, 1951)
15. Cottonwood Gulch (1925)
16. Hopalong Cassidy's Protege (1926) (Saddle Mate)
17. Bar-20 Rides Again (1926) Traduit en français sous le titre : Hopalong Cassidy et les Compagnons du ranch 20 / par Sébastien Japrisot sous le pseudonyme de Robert Huart (Robert Laffont, coll. "Arizona" n° 8, 1951). Rééd. sous le titre Hopalong Cassidy et son jeune ami / adapt. Elizabeth Beecher ; illustrations de Sahula-Dycke. Paris : Cocorico, coll. "Un petit livre d'or" n° 73, 1954, 25 p.
18. Corson of the JC (1927)
19. Mesquite Jenkins (1928)
20. Me and Shorty (1928)
21. Deputy Sheriff (1930)
22. Hopalong Cassidy and the Eagles Brood (1930) Traduit en français sous le titre : Hopalong Cassidy et la couvée de l’aigle / par Sébastien Japrisot sous le pseudonyme de Robert Huart (Robert Laffont, coll. "Arizona" n° 2, 1951)
23. Mesquite Jenkins, Tumbleweed (1931)
24. The Round-Up (1933)
25. Trail Dust : Hopalong Cassidy And The Bar-20 With the Trail Herd (1934) Traduit en français sous le titre : Hopalong Cassidy entre en jeu /par Sébastien Japrisot sous le pseudonyme de Robert Huart (Robert Laffont, coll. "Arizona" n° 1, 1951)
26. On the Trail of the Tumbling T (1935)
27. Hopalong Cassidy Takes Cards (1937) Traduit en français sous le titre :  Hopalong Cassidy prend les cartes en main /par  René Masson (Robert Laffont, coll. "Arizona" n° **, 1951). Rééd. sous le titre Hopalong Cassidy joue et gagne, avec des ill. de H. Dimpre, texte adapté pour la jeunesse. Paris : O.D.E.J., coll. "Junior" n° 49, 1962, 190 p.
28. Hopalong Cassidy Serves A Writ (1941) Traduit en français sous le titre : Hopalong Cassidy : le Shérif de Twin River /par Sébastien Japrisot sous le pseudonyme de Robert Huart (Robert Laffont, coll. "Arizona" n° 10, 1952)

### Romans écrits par d'autres auteurs, d'après son personnage
- Hopalong Cassidy : les Hors-la-loi de West Fork (Hopalong Cassidy and the Rustlers of West Fork, 1951), de Louis L'Amour, trad. Robert Huart (Robert Laffont, coll. "Arizona" n° 6, 1951). (NB : le nom de l'auteur sur la page de titre est "Tex Burns")
- Hopalong Cassidy : (Meurtres sur) la Piste des sept pins (Hopalong Cassidy and the Trail to Seven Pines, 1951), de Louis L'Amour, trad. Robert Huart (Robert Laffont, coll. "Arizona" n° 11, 1952).
- Hopalong Cassidy : Panique à Tasotal (Hopalong Cassidy and the Riders of High Rock, 1951), de Louis L'Amour trad. Robert Huart (Robert Laffont, coll. "Arizona" n° 14, 1952).
- Hopalong Cassidy : l’Inquiétant tireur (Hopalong Cassidy : Trouble Shooter, 1952), de Louis L'Amour, trad. Robert Huart (Robert Laffont, coll. "Arizona" n° 16, 1953)
- Hopalong Cassidy et les deux jeunes cowboys / récit de Elizabeth Beecher ; illustrations de J. Higgs. Paris : Cocorico, coll. "Un petit livre d'argent" n° 38, 1956, 22 p.